# 金华湖
金华湖是一个位于中国贵州省贵阳县的湖泊。